# Brown City
Brown City es una ciudad ubicada en el condado de Sanilac y condado de Lapeer, en el estado estadounidense de Míchigan. 

## Geografía
Brown City se encuentra ubicada en las coordenadas 43°12′41″N 82°59′18″O / 43.21139, -82.98833. Según la Oficina del Censo de los Estados Unidos, Brown City tiene una superficie total de 2.84 km², de la cual 2.83 km² corresponden a tierra firme y (0.18%) 0.01 km² es agua.

## Demografía
Según el censo de 2010, había 1325 personas residiendo en Brown City. La densidad de población era de 466,77 hab./km². De los 1325 habitantes, Brown City estaba compuesto por el 97.21% blancos, el 0.08% eran afroamericanos, el 0.15% eran amerindios, el 0.08% eran asiáticos, el 0.53% eran de otras razas y el 1.96% pertenecían a dos o más razas. Del total de la población el 2.26% eran hispanos o latinos de cualquier raza.